# Raymond Aron
Raymond Aron (wym. [ʁɛmɔ̃ aʁɔ̃]; ur. 14 marca 1905 w Paryżu, zm. 17 października 1983 tamże) – francuski filozof, socjolog, teoretyk polityki i publicysta polityczny.

## Życiorys

### Okres międzywojenny
Urodził się w zamożnej rodzinie żydowskiej. W latach 20. był socjalistą, wkrótce zmienił jednak poglądy i w latach 30. stał się bardzo krytyczny wobec Frontu Ludowego – koalicji socjalistów, radykałów i komunistów sprawującej władzę we Francji w latach 1936–1938 . Studiował w École normale supérieure wraz z Jean-Paul Sartre’em  i Paulem Nizanem. W latach 1930–1933 studiował w Niemczech na Uniwersytecie Kolońskim i obserwował zdobycie władzy przez NSDAP. Jego rozprawa doktorska nosiła tytuł: Introduction à la philosophie de l’histoire. Essai sur les limites de l’objectivité historique (Wprowadzenie do filozofii historii. Esej o granicach obiektywizmu historycznego) i została opublikowana w 1938 roku .

### Okres II wojny światowej
Po wybuchu II wojny światowej został powołany do wojska . Po klęsce Francji 23 czerwca 1940 roku udał się do Londynu, gdzie przebywał aż do końca wojny. W Londynie był redaktorem naczelnym pisma „Wolna Francja (fr. France Libre) , pismo było trybuną prasową ruchu Wolna Francja Charles de Gaulle’a. Powrócił do Francji po wyzwoleniu Paryża .

### Lata powojenne
W latach 1947–1977 publikował w konserwatywnym dzienniku „Le Figaro”, a później w tygodniku „L’Express” . W latach 1945–1947 profesor w École nationale d'administration; 1948–1954 w Institut d'études politiques; 1955–1968 wykładowca Sorbony (jednym z jego asystentów był tam Pierre Bourdieu); 1960–1983 profesor w École pratique des hautes études w Paryżu ; w 1970 otrzymał katedrę Socjologii i Kultury współczesnej w Collège de France. Był członkiem Akademii Nauk Moralnych i Politycznych (od 1963). W 1973 otrzymał cywilny Pour le Mérite za Naukę i Sztukę
W okresie powojennym był sympatykiem generała De Gaulle’a. Jego stosunek do generała nie był jednak bezkrytyczny. Krytykował politykę De Gaulle’a wobec Algierii, domagał się wycofania Francji z tego kraju . Krytykował też antyamerykańską politykę generała . Potępiał studencką rewoltę we Francji w maju 1968 roku, sympatyzował wówczas z prezydentem De Gaulle’m, któremu udało się stłumić wystąpienia studenckie i strajki .

## Myśl polityczna
W Polsce najbardziej znaną pracą Arona jest wydane w 1955 r. „Opium intelektualistów”, będące nawiązaniem do Marksowskiej charakterystyki religii jako opium ludu. Według Arona, który analizuje pejzaż intelektualny powojennej Francji, to marksizm stał się opium ówczesnych elit. Raymond Aron uważany jest za jedynego francuskiego politologa i socjologa, który oparł się pokusie komunistycznego totalitaryzmu i wytrwale walczył z nim przez całe życie. We Francji, gdzie w środowiskach intelektualnych nurty filozoficzne wywodzące się z marksizmu święciły triumfy aż do lat 1980., wielokrotnie spotykał się z ostracyzmem. W „Opium intelektualistów” przeprowadził surową krytykę naiwności i krótkowzroczności, której poddały się wielkie umysły epoki, w tym m.in. celebrowany na całym świecie twórca egzystencjalizmu i przyjaciel Arona z młodości, Jean-Paul Sartre. W Polsce wielkim admiratorem myśli Arona był Czesław Miłosz, który tenże sam wątek ukąszenia heglowskiego trzy lata wcześniej (1953) podjął w głośnej, rozliczeniowej książce „Zniewolony umysł”.
Drugim, poza nieustępliwą obroną liberalizmu, wątkiem myśli politycznej Arona była analiza stosunków międzynarodowych w epoce zimnej wojny. Liczne prace z tego nurtu – „Le Grand Schisme”, „Les Guerres en Chaîne”, „La Coexistence pacifique. Essai d’analyse”, „Paix et guerre entre les nations”, „République impériale. Les États-unis dans le monde (1945–1972)”, „Histoire et dialectique de la violence”, „Penser la guerre, Clausewitz” – pozwoliły odkryć na nowo aktualność myśli Carla von Clausewitza i wywarły niebagatelny wpływ na politologów formatu Zbigniewa Brzezińskiego czy Henry'ego Kissingera.

## Prace
- L’opium des intellectuels (1955, wyd. pol. 1956 pt. Koniec wieku ideologii, później Opium intelektualistów)
- Paix et guerre entre les nations (1962)
- Démocratie et totalitarisme (1965)
- La Révolution introuvable (1968)
- Le spectateur engagé (1981, wyd. pol. 1984 pt. Widz i uczestnik)
- Mémoires (1983)

## Tłumaczenia na język polski
- Opium intelektualistów, Kultura, Paryż 1955; Wydawnictwo Muza, Warszawa 2000, przeł. Czesław Miłosz ISBN 83-7200-363-7.
- Widz i uczestnik, Polonia, Londyn 1984, przeł. Adam Zagajewski
- Pokój i wojna między narodami, Centrum im. Adama Smitha, Warszawa 1995, przeł. Adam Mielczarek
- Wspomnienia t. I, 2006, Wydawnictwo Sprawy Polityczne, przeł. Grażyna Śleszyńska, ISBN 83-921906-5-3.